# Dalea estoraxana
Dalea estoraxana es una especie de planta perteneciente a la familia Fabaceae. El nombre de la especie alude al río Estórax, cerca de cuyo cauce se colectó la planta. Estórax es uno de lo principales afluentes del río Moctezuma, mayor componente de la cuenca del Pánuco. Se origina en el estado de Guanajuato, y atraviesa de oeste a este la porción más seca de Querétaro.

## Clasificación y descripción
Arbusto de 1 a 1,5 m de alto, aparentemente perennifolio, glabro hasta el nivel de la inflorescencia; ramas jóvenes verrugosas; estípulas triangulares de 1,5 a 2 mm de largo, cafés, peciolo de 0,6 a 1,4 cm de largo, verrugoso, foliolos (3) 5 a 7 de 5 a 18 mm de largo y 2,5 a 6 mm de ancho, el terminal por lo común un poco más grande que los laterales, agudos a redondeados en el ápice; inflorescencias opuestas a las hojas, en forma de racimos con 12 a 22 flores, pedúnculos de 1,5 a 5 cm de largo, brácteas de 3,5 a 5 mm de largo, pedicelos de 0,3 a 0,9 mm de largo; cáliz campanulado, de 7 a 8 mm de largo; pétalos amarillos, estambres 8 a 10, anteras de 0,7 mm de largo; fruto triangular, comprimido, de 3,5 mm de largo, blanco-grisáceo; semilla de 2,5 mm de largo, café clara, brillante.

## Distribución
En una región intensamente explorada solo se ha localizado en dos sitios cercanos entre sí a lo largo del cañón del río Estórax.

## Hábitat
Crece sobre laderas de rocas sedimentarias marinas ricas en carbonato de calcio, a lo largo del cañón del río Estórax.

## Estado de conservación
Representa aparentemente un estrecho endemismo. Aunque se ha registrado como localmente abundante, debe considerarse como altamente vulnerable a la extinción.